# Савунга
Савунга (англ. Savoonga, юитские языки: Sivunga) — город в зоне переписи населения Ном, штат Аляска, США. Население по данным переписи 2010 года составляет 671 человек.

## География
Расположен на северном берегу острова Святого Лаврентия, в 63 км к юго-востоку от Гамбелла. По данным Бюро переписи населения США площадь населённого пункта составляет 15,8 км², из них суша составляет 15,8 км², а водные поверхности — 0 км².

## Население
По данным переписи 2000 года население города составляло 643 человека. Расовый состав: коренные американцы — 95,33 %; белые — 4,35 %; азиаты — 0,16 %; представители других рас — 0,16 %.
Доля лиц в возрасте младше 18 лет — 36,1 %; от 18 до 24 лет — 13,2 %; от 25 до 44 лет — 28,6 %; от 45 до 64 лет — 16,5 % и лиц старше 65 лет — 5,6 %. Средний возраст населения — 26 лет. На каждые 100 женщин приходится 101,6 мужчин; на каждые 100 женщин в возрасте старше 18 лет — 115,2 мужчин.
Из 145 домашних хозяйств в 55,2 % — воспитывали детей в возрасте до 18 лет, 49,7 % представляли собой совместно проживающие супружеские пары, 15,9 % — женщины без мужей, 21,4 % не имели семьи. 16,6 % от общего числа хозяйств на момент переписи жили самостоятельно, при этом 0,7 % составили одинокие пожилые люди в возрасте 65 лет и старше. В среднем домашнее хозяйство ведут 4,43 человек, а средний размер семьи — 5,22 человек.
Средний доход на совместное хозяйство — $23 438; средний доход на семью — $27 917. Средний доход на душу населения — $7725.
Большая часть населения города говорит на юитских языках.
Динамика численности населения города по годам:
| 1930 | 1940 | 1950 | 1960 | 1970 | 1980 | 1990 | 2000 | 2010 |
| ---- | ---- | ---- | ---- | ---- | ---- | ---- | ---- | ---- |
| 139  | 209  | 249  | 299  | 364  | 491  | 519  | 643  | 671  |

## Экономика и транспорт
Экономика Савунги основана на натуральном хозяйстве: охоте на моржей и других ластоногих, рыбалке и тп. Город обслуживается аэропортом Савунга, принимающим регулярные рейсы из Нома.